# مهدی سلطانی
محمدمهدی سلطانی سروستانی (زادهٔ ۱ شهریور ۱۳۵۰) بازیگر و کارگردان ایرانی و مدرس و استاد پردیس هنرهای زیبای دانشگاه تهران است. او دارای دکترای بازیگری تئاتر از دانشگاه اوینیون فرانسه است.

## زندگی‌نامه
مهدی سلطانی سروستانی در سال۱۳۵۰ در سروستان متولد شد.

## تحصیلات دکترای بازیگری
- لیسانس بازیگری از دانشکدهٔ هنرهای زیبا دانشگاه تهران
- فوق لیسانس کارگردانی از دانشکدهٔ سینما و تئاتر دانشگاه هنر در سال ۱۳۷۸
- دکترای بازیگری تئاتر از دانشگاه آوینیون فرانسه در سال ۲۰۰۸
- او هم‌اکنون عضو هیئت علمی و استادیار دانشکدهٔ هنرهای نمایشی و موسیقی پردیس هنرهای زیبای دانشگاه تهران است.[۳]

## کارهای هنری

### سینما
| نام         | کارگردان           | سال  | نقش     |
| ----------- | ------------------ | ---- | ------- |
| مرد نقره‌ای  | محمدحسین لطیفی     | ۱۳۹۸ | سیاوش   |
| رؤیای سهراب | علی قوی تن         | ۱۳۹۷ |         |
| سراسر شب    | فرزاد مؤتمن        | ۱۳۹۶ | شریفیان |
| اشباح       | داریوش مهرجویی     | ۱۳۹۲ |         |
| چ           | ابراهیم حاتمی‌کیا   | ۱۳۹۲ | عنایتی  |
| ملکه        | محمدعلی باشه آهنگر | ۱۳۹۰ |         |
| سایه روشن   | حسن هدایت          | ۱۳۸۰ |         |
| آخرین بندر  | حسن هدایت          | ۱۳۷۴ |         |

### تلویزیون
| نام فیلم              | کارگردان                 | تاریخ پخش | شبکه           | نام نقش        |
| --------------------- | ------------------------ | --------- | -------------- | -------------- |
| بی همگان              | بهرنگ توفیقی، اصغر هاشمی | ۱۴۰۱      | سه             | مهرداد یوسفیان |
| افرا                  | بهرنگ توفیقی             | ۱۴۰۰      | یک             | محمود فروزش    |
| پدر                   | بهرنگ توفیقی             | ۱۳۹۷      | دو             | حاج علی تهرانی |
| زیر پای مادر          | بهرنگ توفیقی             | ۱۳۹۶      | یک             | اسماعیل نفر    |
| کیمیا                 | جواد افشار               | ۱۳۹۴      | دو             | شهرام کامفر    |
| خانه کاغذی            | محمود معظمی              | ۱۳۹۳      | فیلم تلویزیونی |                |
| هفت سنگ               | علیرضا بذرافشان          | ۱۳۹۳      | سه             | محسن پدیده     |
| مدینه                 | سیروس مقدم               | ۱۳۹۳      | یک             | عبدی           |
| مادرانه               | جواد افشار               | ۱۳۹۲      | سه             | اردلان تمجید   |
| عکاسخانه              | فرزین مهدی پور           | ۱۳۹۰      | دو             |                |
| جنایت و مکافات        | عباس رافعی               | ۱۳۹۰      | فیلم تلویزیونی |                |
| دیوار                 | سیروس مقدم               | ۱۳۹۱      | یک             | جمیل میان قافی |
| بازجویی در کافه تهران | شاهد احمدلو              | ۱۳۸۹      |                |                |
| در مسیر زاینده رود    | حسن فتحی                 | ۱۳۸۹      | یک             | بهزاد مصیب     |
| روزهای بیاد ماندنی    | همایون شهنواز            | ۱۳۸۲      |                |                |
| تصمیم نهایی           | محسن شاه محمدی           | ۱۳۸۰      | یک             |                |
| محاکمه                | حسن هدایت                | ۱۳۷۸      | یک             |                |
| حنانه                 | مصطفی یارمحمودی          | ۱۳۷۷      | یک             |                |
| حقیقت در آینه         | اسماعیل میهن دوست        | ۱۳۷۴      | یک             |                |
| کاراگاه               | حسن هدایت                | ۱۳۷۴      | یک             |                |
| نوروز ۷۳              | حسین فردرو               | ۱۳۷۲      |                |                |

### شبکه خانگی
| نام فیلم                     | کارگردان          | تاریخ پخش | نام نقش               |
| ---------------------------- | ----------------- | --------- | --------------------- |
| دیو و ماه‌پیشونی ۲            | حسین قناعت        | ۱۴۰۳      | رستم                  |
| زخم کاری: مجازات             | محمد حسین مهدویان | ۱۴۰۳      | پدر سیما حبیب نه‌کاخ   |
| زخم کاری: انتقام             | محمد حسین مهدویان | ۱۴۰۳      | پدر سیما(روایت گذشته) |
| گناه فرشته                   | حامد عنقا         | ۱۴۰۲      | مشفق                  |
| پدر گواردیولا                | سعید نعمت‌الله     | ۱۴۰۲      | سیروس                 |
| آمستردام(مجموعه نمایش خانگی) | مسعود قراگزلو     | ۱۴۰۰      | شهاب                  |
| آقازاده                      | بهرنگ توفیقی      | ۱۳۹۹      | امیر بحری             |
| خواب‌زده                      | سیروس مقدم        | ۱۳۹۸      | احمد سفیر             |
| شهرزاد (فصل ۳)               | حسن فتحی          | ۱۳۹۶      | هاشم دماوندی          |
| شهرزاد (فصل ۲)               | حسن فتحی          | ۱۳۹۶      | هاشم دماوندی          |
| شهرزاد (فصل اول)             | حسن فتحی          | ۹۵–۱۳۹۴   | هاشم دماوندی          |

### بازیگری تئاتر
1. خوبی بزرگ زندگی (علیرضا حیدری) دانشکده هنرهای زیبای دانشگاه تهران، ۱۳۷۲
2. آنشب که خورشید ساقی بود (علی پاکدست) دانشکده هنرهای زیبای دانشگاه تهران، ۱۳۷۳
3. چند و چون به چاه رفتن چوپان (علی یازرلو) تهران، سالن چهارسو و مولوی، سیزدهمین جشنوارهٔ تئاتر فجر، ۱۳۷۳
4. محاکمه ژاندارک در رُوان (داریوش مختاری) تهران، تالار مولوی، ۱۳۷۴
5. افسانه (مینا ابراهیم‌زاده) تهران، تئاترشهر، سالن اصلی، ۱۳۷۴
6. سرود بال سروش (شکرخدا گودرزی) تهران، تئاترشهر، سالن اصلی، ۱۳۷۴
7. معرکه در معرکه (حسن میرباقری) رشت، تالار سردار جنگل، ۱۳۷۵
8. خانهٔ عروسک "Une maison de poupée" (مهدی سلطانی) تهران، تالار مولوی، ۱۳۷۶
9. آخرین قهرمانان زمین (اصغر فرهادی) تهران، تالار مولوی، ۱۳۷۶
10. دیوار (محسن علیخانی) تهران، تئاترشهر، سالن چهارسو، ۱۳۷۷
11. چیزی یادم نمی‌آد (مهدی سلطانی) تهران، تالار مولوی، ۱۳۷۸
12. دختر گل‌فروش "Pygmalion" (پروانهٔ مژده) تهران، تئاترشهر، سالن اصلی، ۱۳۷۸–۷۹
13. این قصه را ایرانیان نوشته‌اند (علیرضا نادری) تهران، تالار مولوی، ۱۳۷۹
14. سعادت لرزان مردمان تیره‌روز (محسن علیخانی) تهران، تئاترشهر، تالار سایه، ۱۳۸۰
15. والس مرده‌شوران (کوروش نریمانی) تهران، تئاترشهر، تالار چهارسو، ۱۳۸۱
16. پچپچه‌های پشت خط نبرد (علیرضا نادری) تهران، تئاترشهر، تالار قشقایی، ۱۳۸۱
17. چیستا (نادر برهانی مرند) تهران، تئاترشهر، تالار چهارسو، ۱۳۸۲
18. مضحکهٔ شبیه قتل (حسین کیانی) تهران، تئاترشهر، تالار سایه، ۱۳۸۲
19. تیغ کهنه (نادر برهانی مرند) تهران، تئاترشهر، تالار چهارسو، ۱۳۸۲–۱۳۸۳
20. روزهای زرد (ایوب آقاخانی) تهران، تالار سایه، ۱۳۸۳
21. خانه (کیومرث مرادی) تهران، تئاترشهر، تالار قشقایی، ۱۳۸۸
22. رمولوس کبیر (نادر برهانی مرند) تهران، تئاترشهر، سالن اصلی، ۱۳۸۸
23. رقص زمین (حسین پاکدل) تهران، تئاتر شهر، سالن چهارسو، ۱۳۸۸
24. حضرت والا (حسین پاکدل) تهران، مجموعه تئاتر ایرانشهر، سالن شماره یک، ۱۳۸۹
25. پدرخوانده ناپلی (بابک محمدی) تهران، مجموعه تئاتر ایرانشهر، سالن شماره یک، ۱۳۹۱
26. خاطرات و کابوس‌های یک جامه‌دار از زندگی و قتل میرزا تقی خان (علی رفیعی) تهران، تالار وحدت، ۱۳۹۴
27. شاه لیر (مسعود دلخواه) تهران، تئاترشهر، سالن اصلی، ۱۳۹۷
28. جنایات و مکافات (رضا ثروتی) تهران، تالار وحدت، ۱۳۹۸

### کارگردان
1. خانهٔ عروسک تهران، تالار مولوی۱۳۷۶
2. چیزی یادم نمی‌آید تهران، تالار مولوی۱۳۷۹
3. خوابکده تهران، تالار مولوی ۱۳۹۰

### تله تئاتر
1. تاجر ونیزی (تاجبخش فنائیان)۱۳۷۶
2. ماجرای اوپنهایمر Oppenheimer(محمود عزیزی) ۱۳۷۶
3. منطقهٔ جنگی (اسماعیل شنگله)۱۳۷۷
4. بی ریشه (سعید کشن فلاح) ۱۳۷۷
5. سقوط (رضا حامدی خواه) ۱۳۷۸
6. هویت (علی سرابی) ۱۳۸۹

### تک‌آهنگ
1. لالایی (به همراهی علی سلطانی)
2. در این دنیا
3. دلا چونی
4. گل بابونه

## دیگر فعالیت‌ها

### ترجمه
1. «رئالیسم در تئاتر le réalisme au théâtre» نوشتهٔ میشل وئیس[۳]

## جوایز[نیازمند منبع]
- دریافت سوم بازیگری «چندوچون به چاه رفتن چوپان»، سیزدهمین جشنوارهٔ سراسری تئاتر فجر؛ ۱۳۷۳
- دریافت دوم بازیگری «افسانه»، دهمین جشنوارهٔ سراسری تئاتر دانشجویان کشور؛ ۱۳۷۴
- دریافت سوم بازیگری «آخرین قهرمانان زمین»، شانزدهمین جشنوارهٔ سراسری تئاتر فجر؛ ۱۳۷۶
- دریافت دوم بازیگری «سعادت لرزان مردمان تیره‌روز»، نوزدهمین جشنوارهٔ سراسری تئاتر فجر؛ ۱۳۷۹
- دریافت بهترین مرد سال از طرف کانون ملی منتقدان تئاتر ایران؛ ۱۳۷۹
- دریافت دوم بازیگری مرد سال از طرف انجمن بازیگران خانهٔ تئاتر ایران؛ ۱۳۸۲
- دریافت برگزیدهٔ بازیگری مرد سال از طرف کانون ملی منتقدان تئاتر ایران؛ ۱۳۸۲
- دریافت جایزهٔ بهترین بازیگر مرد درام تلویزیونی جشن حافظ؛ ۱۳۹۷
- نامزد دریافت تندیس حافظ بهترین بازیگر مرد درام در نوزدهمین جشن دنیای تصویر برای مجموعه تلویزیونی پدر ۱۳۹۸[۵]